# Розбірна зброя

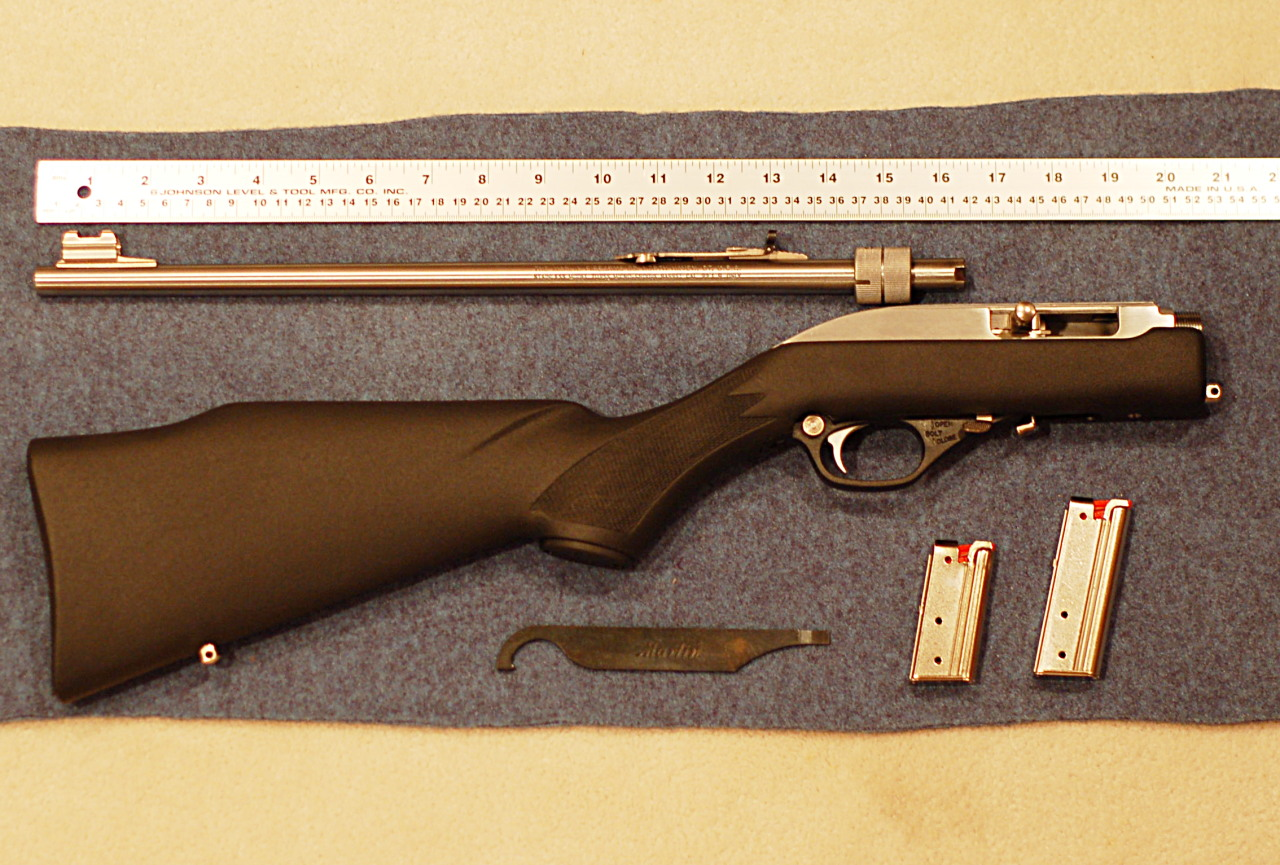
Розібрана гвинтівка 2008 Marlin Model 70PSS, з лінійкою для масштабу

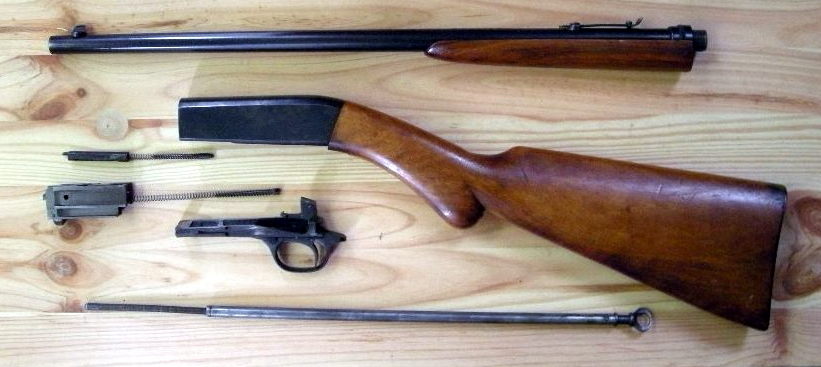
Розібрана гвинтівка FN Browning SA-22

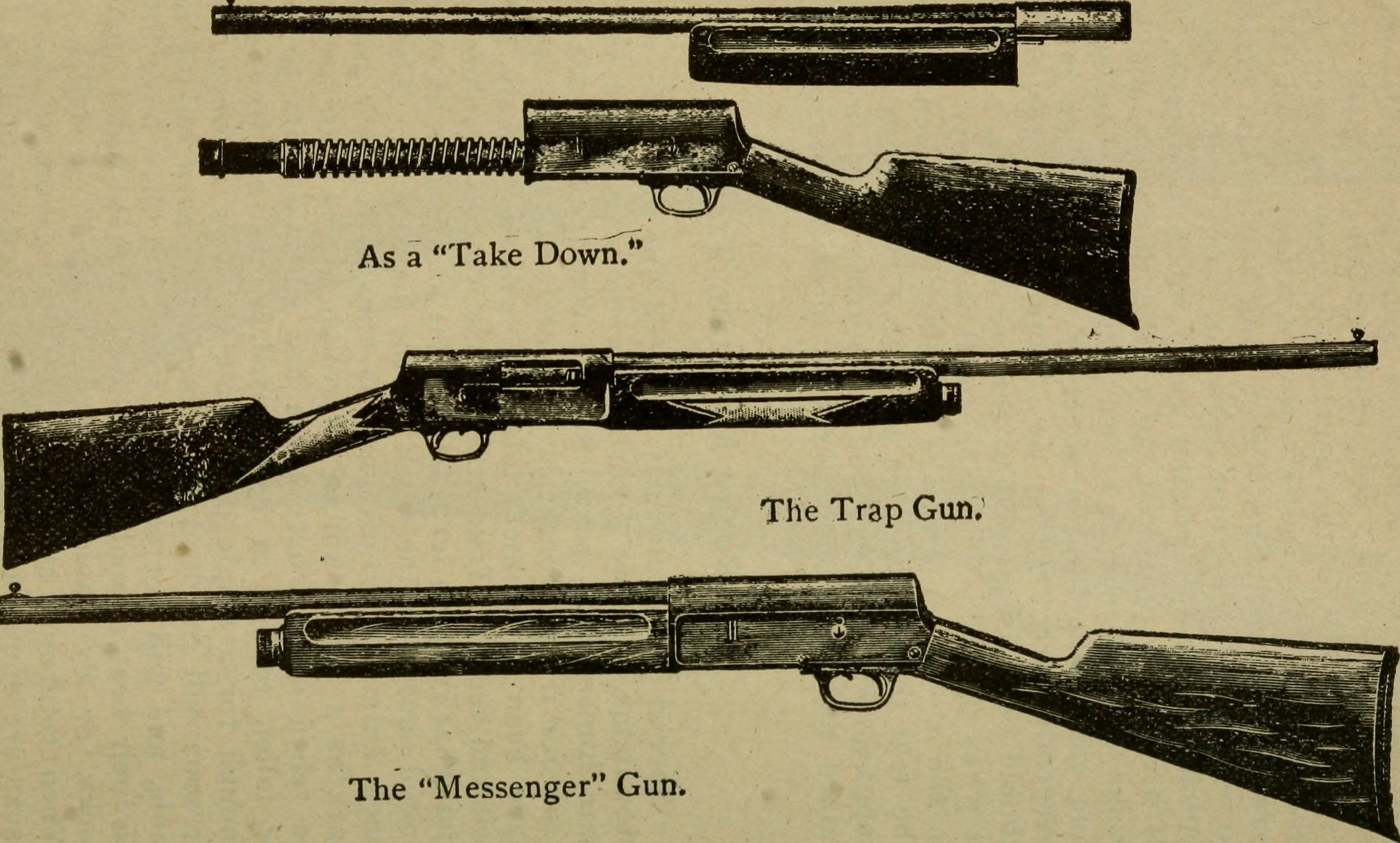
Розібраний самозарядний дробовик

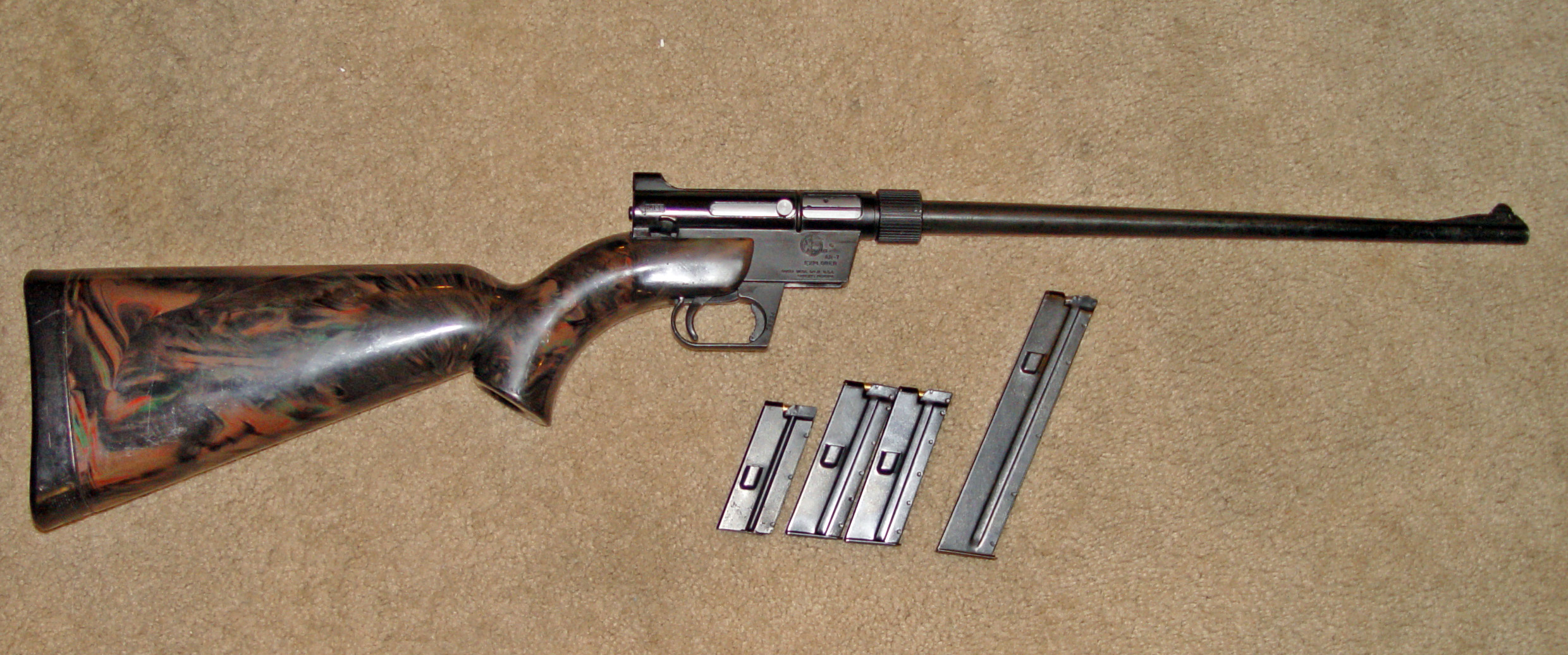
Розбірна гвинтівка для виживання ArmaLite AR-7 з магазинами

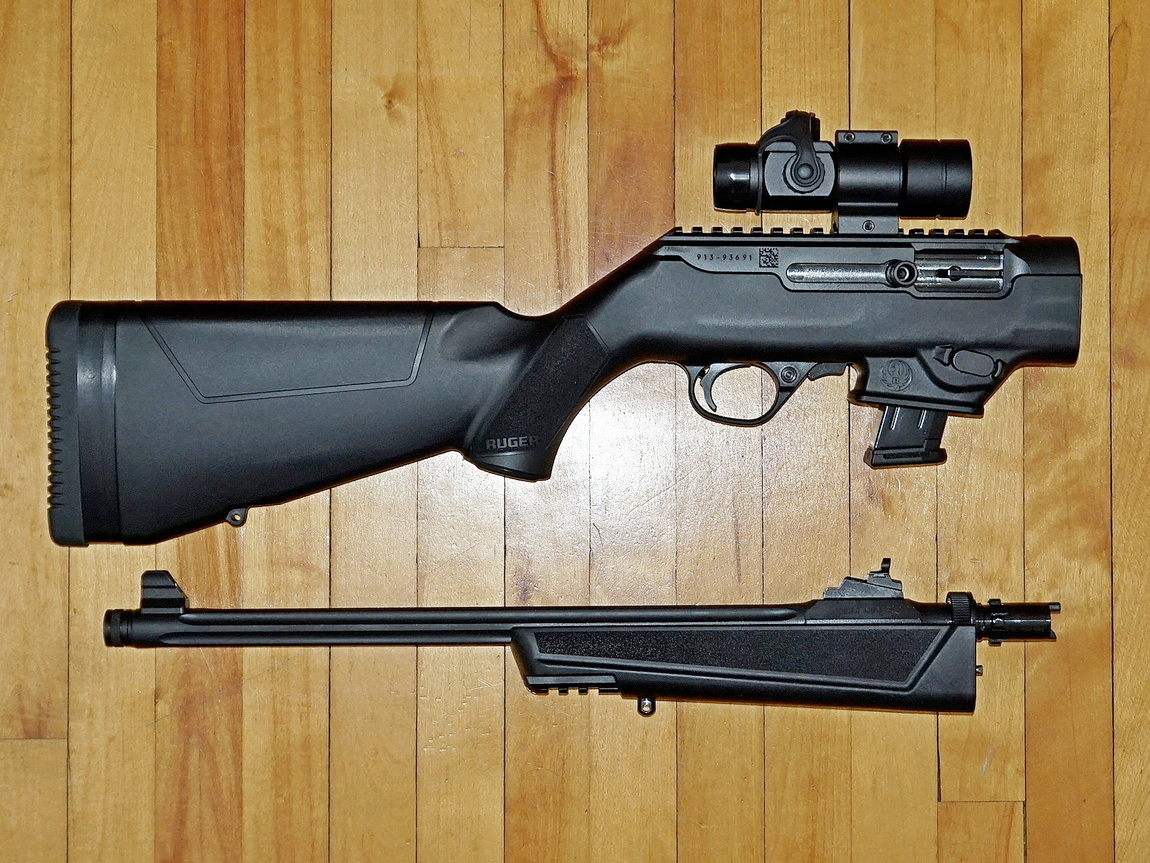
Розібрана гвинтівка Ruger PC Carbine 9mm

Розбірна зброя (зазвичай це розбірні гвинтівки або розбірні дробовики) це довгоствольна зброя розроблена для розбирання на частини для зменшення довжини, що спрощує зберігання, пакування, транспортування та приховання. Були розроблені різні конструкції стволу, ложі та ствольної коробки, щоб полегшити розбирання. Наприклад, шарнірна конструкція переламної зброї дозволяє її розбирати. Деяку звичайну зброю зброярі можуть модифікувати для отримання можливості розбирання.

## Гвинтівки
Американські виробники зброї, в тому числі Marlin, Ruger, Savage та Winchester, виготовляли розбірні гвинтівки з кінця 1800-х років. Деякі ранні екземпляри, в тому числі Browning 22 Semi-Auto,  Remington Модель 24 та Remington Модель 8, які випускали Fabrique Nationale та Remington Arms. Багато збройних сил на початку 20-го століття також експериментували з розбірними системами, особливо для використання десантниками. Прикладом є японські експериментальні гвинтівки TERA.

## Помпові рушниці
Більшість одноствольних і двоствольних рушниць легко розібрати на окремі приклади, стволи та ложа, і їх часто транспортують у футлярах в розібраному стані. Серед магазинних розбірних заводських дробовиків були Winchester Model 97 та Model 12. Компанія Savage також випускали серії розбірних комбінованих гвинтівок/дробовиків.

## Зброя для виживання
В зброї для виживання, наприклад ArmaLite AR-7, можна відокремити ствол, затвор та магазини та зберігати їх в пластиковому прикладі. Ця легка самозарядна гвинтівка 2,5 фунт (1,1 кг), .22 калібру (5,6 мм) мала довжину 35 дюймів (89 см) в зібраному стані та 16 дюймів (41 см) в розібраному. Хоча AR-7 була розроблена як зброя для виживання пілотів та авіаекіпажів, її використовують стрільці по мішенях та туристи, а тому вона зберігається у транспорті та човнах.